# Chiesa dello Spirito Santo (Valbrenta)
La chiesa dello Spirito Santo è la parrocchiale di Oliero, frazione del comune sparso di Valbrenta, in provincia di Vicenza e diocesi di Padova; fa parte del vicariato di Valstagna-Fonzaso.

## Storia

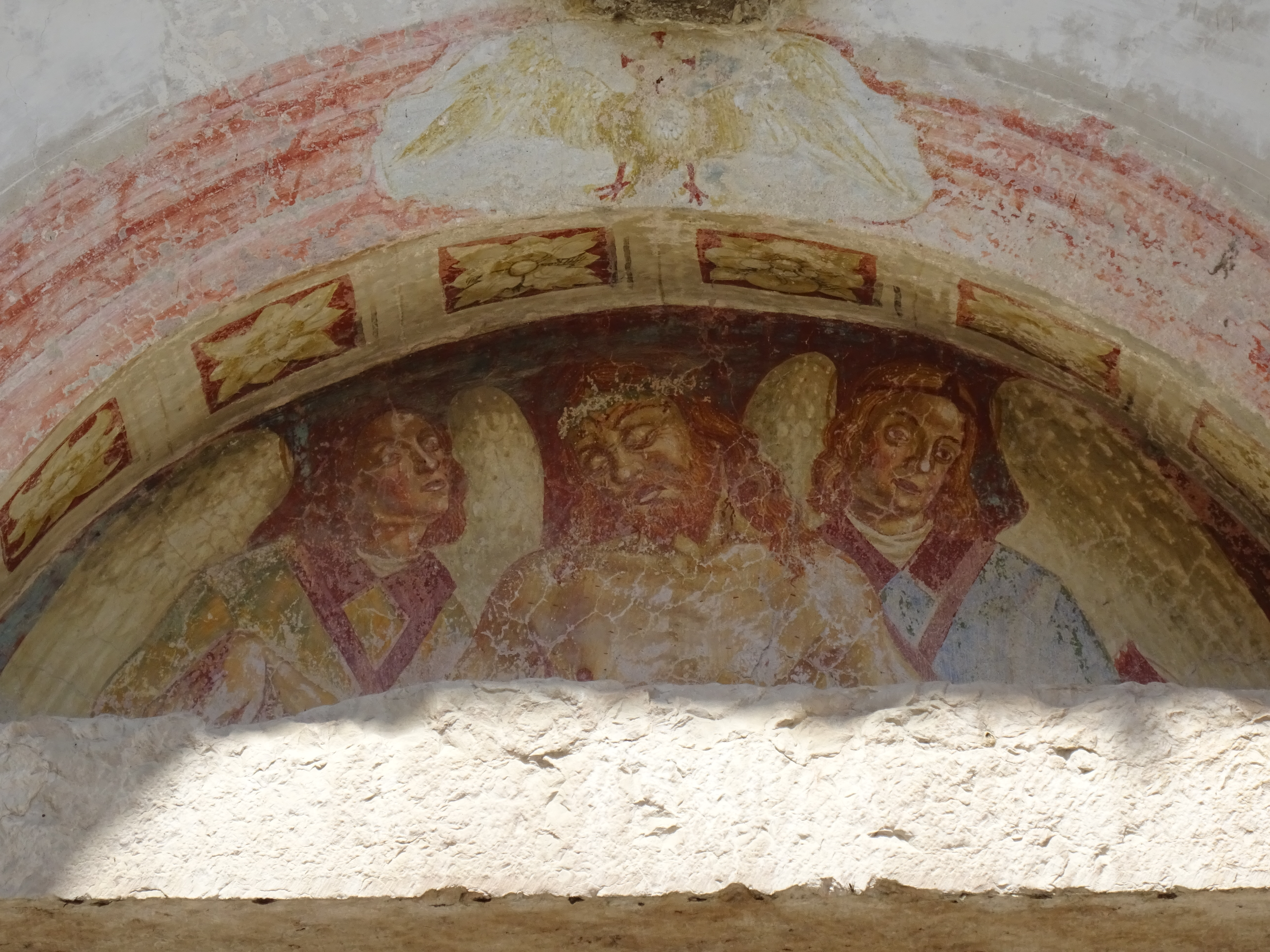
La lunetta affrescata del portale laterale

La primitiva chiesa di Oliero fu costruita, assieme a un monastero benedettino, antecedentemente al 1221 da Ezzelino II da Romano, il quale fu soprannominato "il Monaco" perché, in quell'anno, si ritirò nel piccolo convento. Il feudatario scelse una località strategica, in prossimità di un guado sul Brenta e ben sorvegliata dai vari punti di avvistamento dei dintorni. Dal punto di vista ecclesiastico, il cenacolo dipendeva dal monastero della Santa Croce di Campese, a sua volta affiliato all'abbazia di Polirone.
Dopo la morte di Ezzelino il Monaco la comunità monastica venne meno, ma la chiesa rimase un centro religioso di rilievo, cui erano affiliate anche le cappelle di Valstagna e Campolongo.
La parrocchia di Oliero fu eretta nel 1519, pur continuando ad avere una rapporto di subalternità con il monastero campesano. Questa situazione durò sino al 1783, anno in cui venne soppresso il suddetto monastero. 
La chiesa fu riconsacrata nel 1675 dal vescovo Gregorio Barbarigo.
L'attuale parrocchiale venne edificata in stile barocco nel 1736, danneggiata durante la prima guerra mondiale e riaperta al culto nel 1920. Nel 1928 terminarono i lavori di costruzione del nuovo campanile. La chiesa subì dei danni anche durante l'alluvione del 1966, in seguito alla quale fu completamente ristrutturata.

## Descrizione

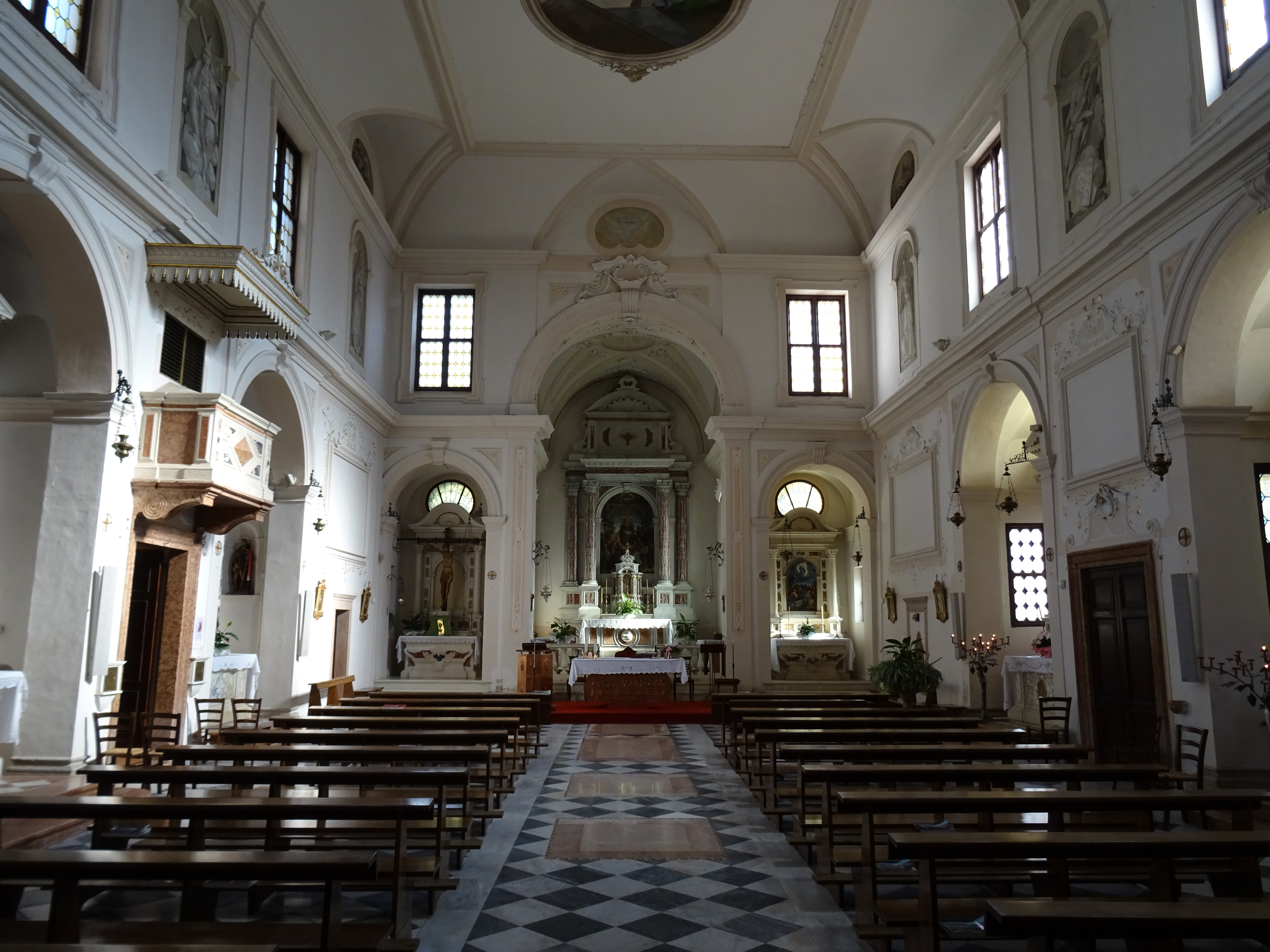
Interno

### Interno
L'opera più importante conservata all'interno dell'edificio è una pala posta nel presbiterio raffigurante la Pentecoste, dipinta nel 1523 dal bassanese Francesco Bassano il Vecchio, il quale dipinse nella prima metà del XVI secolo per la chiesa di Oliero anche un'altra pala, il cui soggetto è la Pietà tra i Santi Sebastiano e Rocco, posta sull'altare della Deposizione. Altre opere di pregio sono un dipinto raffigurante l'Assunzione della Vergine, il cui autore sembrerebbe essere Gerolamo dal Ponte, un crocifisso del XV secolo e un tabernacolo del XIV secolo.